# Live at the Grammy Museum
Live at the Grammy Museum è il primo album dal vivo del gruppo musicale statunitense Avenged Sevenfold, pubblicato l'8 dicembre 2017 dalla Capitol Records.

## Descrizione
Dopo aver ricevuto una nomination ai Grammy con l'album The Stage, la band annunciò nell'autunno 2017 che avrebbero tenuto «una conversazione intima sulla loro carriera e nuova musica», seguita da un set acustico presso il Grammy Museum del Clive Davis Theatre di Los Angeles il 19 ottobre.
In una dichiarazione riguardante l'evento, la band spiegò di essere «entusiasti della nostra candidatura ai Grammy, quindi pubblicheremo un album acustico speciale» e che «una parte dei proventi di questa uscita solo digitale andrà a beneficio delle iniziative di educazione del Museo Grammy, che cercano di ispirare i giovani alle qualità durature e al significato culturale della musica».

## Tracce
1. Opening – 1:13
2. Introduction to As Tears Go By – 0:13
3. As Tears Go By – 3:16
4. Introduction to Hail to the King – 0:29
5. Hail to the King – 5:52
6. Introduction to Roman Sky – 0:22
7. Roman Sky – 5:41
8. Introduction to Exist – 0:40
9. Exist – 5:11
10. Introduction to So Far Away – 1:46
11. So Far Away – 6:29